# Encyclops x-signata
Encyclops x-signata là một loài bọ cánh cứng trong họ Cerambycidae.